# Ратна морнарица
Ратна морнарица је назив за вид оружаних снага који је намењен борбеним дејствима на мору и унутрашњим водама или уз помоћ бродова или других пловила.
Састоји се од бродова и пловила, односно њених посада, те низа припадајућих инсталација и институција на копну. Понекад може садржавати и јединице обалне артиљерије, те властиту морнаричку авијацију и морнаричку пешадију.
Као институција се први пут јавља у Медитерану где ће дуго времена бити најразвијенија. Касније ће многим државама западне Европе управо постојање снажне ратне морнарице омогућити стицање доминације над остатком света.

## Историја
Поморски рат се развио када су се људи први пут борили са пловила на води. Пре увођења топова и бродова са довољним капацитетом да их носе, морнаричко ратовање је првенствено подразумевало акције набијања и укрцавања. У време античке Грчке и Римског царства, поморски рат је био усредсређен на дугачке, уске бродове покретане низом веслача (као што су триреме и квинкереме) дизајниране да забијају и потапају непријатељске бродове или долазе поред непријатељског брода како би његова посада могли бити нападнути прса у прса. Поморски рат се наставио овим током средњег века све док топ није постао уобичајен и био способан да се поново напуни довољно брзо да се поново користи у истој бици.
Династија Чола у средњовековном Тамил Надуу била је позната као једна од највећих поморских сила свог времена од 300. п. н. е. до 1279. године нове ере. Морнарица Чола, Цхола кадарпадај, чинила је поморске снаге Чола царства заједно са неколико других поморских снага земље. Морнарица Чола је одиграла виталну улогу у ширењу тамилског краљевства Чола, укључујући освајање острва Шри Ланке, Кадарама (данашња Бурма), Шри Виџају (данашња југоисточна Азија), ширење хиндуизма, тамилске архитектуре и тамилског културе у југоисточну Азију и у сузбијању пиратерије у југоисточној Азији 900. године. У древној Кини, велике поморске битке су биле познате још од династије Ћин (видети и Битка код Црвених литица, 208), користећи ратне џунке током династије Хан. Међутим, прва званична стална морнарица Кине није успостављена све до династије Јужни Сонг у 12. веку, у време када је барут попримио револуционарну нову примену у ратовању.
Нусантаранске таласократије су у великој мери користиле поморску моћ и технологије. Ово је омогућило поморском локалном становништву (било Малајцима из Шривиђаје или Јаванцима из Матарама) да нападају све до обале Танзаније и Мозамбика са 1000 чамаца и покушају да заузму цитаделу Канбалох, око 7.000 km западно, 945–946. године.‍:110‍:39 Године 1350, Маџапахит је покренуо своју највећу војну експедицију, инвазију на Пасај, са 400 великих џонга и небројено мањих пловила. У другој по величини војној експедицији, инвазији на Сингапуру 1398. године, Маџапахит је распоредио 300 џонги са не мање од 200.000 људи. Просечна џонга коју је користио Маџапахит била је око 76,18–79,81 m LOA, носећи 600–700 људи, са 1200–1400 тона терета.‍:60–62
Маса и простор на палуби који су били потребни за ношење великог броја топова онемогућили су погон на весла, те су се бродови првенствено ослањали на једра. Ратни бродови су дизајнирани да носе све већи број топова, а поморске тактике су еволуирале да донесу ватрену моћ брода у бочној линији, са линијским бродовима распоређеним у линији борбе. Развој бродова великог капацитета, на једра и топова, довео је до брзог ширења европских морнарица, посебно шпанске и португалске морнарице које су доминирале у 16. и раном 17. веку, и помогао је да се покрене доба истраживања и колонијализма. Одбијање Шпанске Армаде (1588.) од стране Енглеске флоте је револуционисало поморски рат захваљујући успеху стратегије само са оружјем и изазвало је велике измене Шпанске морнарице, делимично по узору на енглеску. Од почетка 17. века Холанђани су канибализирали Португалско царство на истоку и, са огромним стеченим богатством, оспоравали шпанску хегемонију на мору. Од 1620-их, холандски јуришници су озбиљно узнемирили шпанско бродарство и, након бројних битака које су ишле у оба смера, Холандска морнарица је коначно прекинула дугу доминацију Шпанске морнарице у Бици код Даунса (1639).
Енглеска се појавила као велика поморска сила средином 17. века након успеха у Англо-холандском рату. Француска морнарица је извојевала неке важне победе пред крај 17. века, али је фокус на копненим снагама довео до релативног занемаривања Француске морнарице, што је омогућило Краљевској морнарици да се појави са све већом предношћу у величини и квалитету, посебно у тактици и искуству, од 1695. Као одговор на растући поморски утицај Португалске морнарице, краљ ратник Марата, Шиваџи је 1654. године поставио темеље Маратске морнарице. Током 18. века Краљевска морнарица је постепено стекла превласт над француском морнарицом, са победама у Рату за шпанско наслеђе (1701–1714), биткама у Рату за аустријско наслеђе (1740–1748), победама у Седмогодишњем рату (1754–1763), делимичним преокретом током Америчког рата за независност (1775–1783), и консолидације у неоспорну надмоћ током 19. века од Битке код Трафалгара 1805. Ови сукоби су довели до развоја и усавршавања тактике која је постала названа борбена линија. Бројне победе Краљевске морнарице потврдиле су поморску надмоћ коју је Британија успоставила током осамнаестог века.

## Чинови ратне морнарице

### Официрски чинови
- потпоручник
- поручник корвете
- поручник фрегате
- поручник бојног брода
- капетан корвете
- капетан фрегате
- капетан бојног брода
- контраадмирал
- вице адмирал
- адмирал
- адмирал флоте[7][8]